# Eusebio Anglora y Chaban
Eusebio Anglora y Chaban (Barcelona, 17 de octubre de 1832-Barcelona, 15 de enero de 1875) fue un poeta y literato español.

## Biografía
Siguió la carrera de abogado en la Universidad de Barcelona. En 1871 obtuvo el nombramiento de juez municipal de San Gervasio y posteriormente oficial del Archivo General de Indias establecido en Sevilla. Fue mantenedor y secretario de los Juegos Florales de Barcelona en 1879, e individuo de la Sociedad Económica Barcelonesa de Amigos del País.
Se dedicó a los estudios literarios y en especial al cultivo de la poesía. La primera composición de la que se tiene constancia que escribió fue la que leyó en el banquete celebrado el 20 de noviembre de 1855 por algunos alumnos del quinto año de la Facultad de Jurisprudencia de su ciudad natal, en obsequio de los catedráticos Laureano Figuerola y Ramón Anglasell. En 1870 publicó un folleto que contenía tres composiciones dedicadas a la Virgen de Montserrat que obtuvieron premio en el certamen literario celebrado en dicho año por la Asociación de Amigos del Pueblo. Asimismo, en 1871 fue premiado con dos distintas medallas de plata por la Academia Bibliográfica Mariana de Lérida.
Dirigió también en Sevilla una publicación semanal titulada Revista literaria.
Falleció en su ciudad natal el 15 de enero de 1875.

## Obra
Compuso las siguientes obras:
- Los polvos de mi abuela (1858), novela de costumbres;
- La humana comedia (1871), poema en diez cantos;
- Consideraciones sobre la libertad de la inteligencia (1871), memoria leída ante la Sociedad Barcelonesa de Amigos de la Instrucción;
- Poesías (1875), antología de sus poemas, con prólogo de Adolfo Blanch y poesías dedicadas a su memoria por otros autores;
- Homero, poema dramático inédito y que dejó sin concluir; y
- Mozart, zarzuela inédita.

Poco tiempo después de su fallecimiento, se publicaron coleccionadas sus poesías, precedidas de un prólogo escrito por Adolfo Blanch, que juzga el carácter literario y las tendencias de las composiciones poéticas de Anglora:

Anglora, como poeta, no pertenece a ninguna escuela determinada. Venido en el mundo literario en los últimos tiempos del romanticismo y aunque romántico por sentimiento y educación, no desdeñó el estudio de los clásicos modelos, que trató más de una vez de imitar con no escasa fortuna. Menos feliz, por incompatibilidad absoluta con su manera de sentir apasionada y vehemente, hubo de ser en alguno que otro ensayo de este género exótico de poesía, si tan nombre merece, que amparándose tras de un calculado trascendentalismo filosófico, viene por lo común a parar en inextrincable conceptualismo.

Verdadero poeta en toda la acepción de la palabra, brilla más por los vivos colores de su imaginación, especialmente cuando narra o describe, que por el vigor y alcance de los conceptos. Sobrio unas veces hasta el aterismo, abundante otras con exceso, es siempre digno, elevado y palpitante de sentimientos e inspiración, numen afflachis a pesar de las incorrecciones de lenguaje y violencias métricas, hijos de la misma espontaneidad y viveza de la concepción, que un modesto desapego por todo lo suyo, más bien por una imputable indolencia, dejaba generalmente sin el necesario castigo.